# Samobor
Samobor este un oraș în cantonul Zagreb, Croația, având o populație de 37.633 de locuitori (2011).

## Demografie
Componența etnică a orașului Samobor
     Croați (97,35%)
     Necunoscut (0,29%)
     Neclasificat (2,06%)
Componența confesională a orașului Samobor
     Catolici (91,55%)
     Fără religie și atei (3,69%)
     Necunoscută (1,99%)
     Alte religii (2,76%)
Conform recensământului din 2011, orașul Samobor avea 37.633 de locuitori. Din punct de vedere etnic, majoritatea locuitorilor (97,35%) erau croați. Apartenența etnică nu este cunoscută în cazul a 0,29% din locuitori. Din punct de vedere confesional, majoritatea locuitorilor (91,55%) erau catolici, cu o minoritate de persoane fără religie și atei (3,69%). Pentru 1,99% din locuitori nu este cunoscută apartenența confesională.